# NetWars
NetWars — компьютерная игра 1993 года, выпущенная Novell для демонстрации возможностей сетевого стека IPX/SPX программных продуктов Novell. Игра была написана инженером Novell Эдвардом Хиллом в Европейском центре разработок (European Development Centre, EDC).
Игра представляется собой симулятор космического истребителя, исполненного в трёхмерной графике с использованием полигональных моделей. Отличительной особенностью являлась возможность организовывать многопользовательскую игру до четырёх человек на клиентских компьютерах локальной сети NetWare.
NetWars 2.06 входила в поставку с Novell DOS 7 и Personall NetWare 1.0 в виде исполняемого файла NETWARS.EXE, заменив тем самым старую игру Snipes, включавшуюся в NetWare Lite 1.1 начиная с 1991 года.
С 1997 года стала доступна игра Advanced NetWars третьей версии, поставляемая вместе с дистрибутивами OpenDOS 7.01, DR-DOS 7.02 и DR-DOS 7.03 компании Caldera. Новая версия получила поддержку звуковой карты Sound Blaster и джойстика. В игре появилась функция редактора, позволявшего создавать собственные корабли.
Существует по крайней мере два клона, разработанных энтузиазистами — NetWarsGL (Windows) и NetWorst.